# روبرت برادفورد فوكس
روبرت برادفورد فوكس (بالإنجليزية: Robert Bradford Fox)‏ هو مؤرخ أمريكي، ولد في 11 مايو 1918 في غالفستون في الولايات المتحدة، وتوفي في 25 مايو 1985 في باغويو في الفلبين.